# Lepästensuo
Lepästensuo är en sumpmark i Finland. Den ligger i Miehikkälä i landskapet Kymmenedalen, i den södra delen av landet, 160 km öster om huvudstaden Helsingfors.